# سدرة المنتهى
سدرة المنتهى هي شجرة سدر عظيمة تقع في الجنة (السماء السابعة) وجذورها في (السماء السادسة) بها من الحسن ما لا يستطيع بشر أن يصفه كما قال الرسول محمد صلى الله عليه وسلم ، وعندها الجنة كما جاء في القرآن الكريم في سورة النجم ﴿عِنْدَهَا جَنَّةُ الْمَأْوَى ۝١٥﴾.

## سدرة المنتهى في الحديث
- «...ثم رفعت لي سدرة المنتهى فرأيت عندها نورا عظيما.[2]»
- «يخرج من تحت سدرة المنتهى أربعة أنهار : اثنان باطنان، واثنان ظاهران، ورأيت ورق الشجرة كآذان الفيلة، وحملها كقلال هجر.[3]»
- «لما أسري برسول الله صلى الله عليه وآله وسلم، انتهى به إلى سدرة المنتهى ؛ وهي في السماء السادسة، وإليها ينتهي ما عرج به من تحتها، وإليها ينتهي ما أهبط به من فوقها، حتى يقبض منها. قال : {إذ يغشى السدرة ما يغشى} قال : فراش من ذهب. فأعطي ثلاثا، الصلوات الخمس، وخواتيم سورة البقرة، ويغفر لمن مات من أمته، لا يشرك بالله شيئا المقحمات.[4]»
- ويذكر أنها جميلة وأوراقها مثل آذان الفيلة في الحجم، وثمارها كالقلال أي الجِرار الكبار، كما ذكر في الحديث: «ثم ذهب بي إلى السدرة المنتهى . وإن ورقها كآذان الفيلة . وإذا ثمرها كالقلال . قال، فلما غشيها من أمر الله ما غشي تغيرت . فما أحد من خلق الله يستطيع أن ينعتها من حسنها[5]»
- ويخرج من ساقها أنهار عظيمة لذيذة المذاق، لما ذكر في الحديث: «وَرُفِعَت لي سِدْرَة المُنتَهى فَإذا نَبِقُهَا كَأنه قِلَالُ هَجَرَ وورقُهَا كَأنه آذَان الْفُيُولِ في أَصلها أَربعة أَنهار نهرانِ باطِنَانِ ونهرانِ ظَاهِرانِ فَسَأَلْتُ جِبْرِيلَ فَقَالَ: أَما الباطِنَانِ فَفي الْجنَة وَأَما الظاهرانِ النيلُ والْفُرَات[6]»

## سدرة المنتهى في القرآن الكريم
- ذكرت سدرة المنتهى في القرآن:
- ﴿وَلَقَدْ رَآهُ نَزْلَةً أُخْرَى ۝١٣ عِنْدَ سِدْرَةِ الْمُنْتَهَى ۝١٤ عِنْدَهَا جَنَّةُ الْمَأْوَى ۝١٥ إِذْ يَغْشَى السِّدْرَةَ مَا يَغْشَى ۝١٦ مَا زَاغَ الْبَصَرُ وَمَا طَغَى ۝١٧ لَقَدْ رَأَى مِنْ آيَاتِ رَبِّهِ الْكُبْرَى ۝١٨﴾ [النجم:13–18]
- ﴿فَأَعْرَضُوا فَأَرْسَلْنَا عَلَيْهِمْ سَيْلَ الْعَرِمِ وَبَدَّلْنَاهُمْ بِجَنَّتَيْهِمْ جَنَّتَيْنِ ذَوَاتَيْ أُكُلٍ خَمْطٍ وَأَثْلٍ وَشَيْءٍ مِنْ سِدْرٍ قَلِيلٍ ۝١٦﴾ [سبأ:16]
- ﴿فِي سِدْرٍ مَخْضُودٍ ۝٢٨﴾ [الواقعة:28]

## سبب التسمية
قال القرطبي:
واختلف لِمَ سُميت سِدرة المنتهى على أقوال تسعة:
- الأول: عن ابن مسعود أنه ينتهي إليها كل ما يهبط من فوقها ويصعد من تحتها.
- الثاني: أنه ينتهي علم الأنبياء إليها ويعزب علمهم عما وراءها، قاله ابن عباس.
- الثالث: أن الأعمال تنتهي إليها وتُقبض منها، قاله الضحاك.
- الرابع: لانتهاء الملائكة والأنبياء إليها ووقوفهم عندها، قاله كعب.
- الخامس: سميت سدرة المنتهى لأنه ينتهي إليها أرواح الشهداء، قاله الربيع بن أنس.
- السادس: لأنه تنتهي إليها أرواح المؤمنين، قاله قتادة.
- السابع: لأنه ينتهي إليها كل من كان على سنة محمد ﷺ ومنهاجه، قاله علي  والربيع بن أنس أيضا.
- الثامن: هي شجرة على رؤوس حملة العرش إليها ينتهي علم الخلائق، قاله كعب أيضا.
- التاسع: سميت بذلك لأن من رفع إليها فقد انتهى في الكرامة.[7]

## معني أنالنيلوالفراتينبعان من شجرة سدرة المنتهى
قَالَ النَّوَوِيّ في شرحه:
| ” | في هذا الحديث أَن أصل النيل والفُرات من الجَنَة، وأنَهما يخرجان من أصل سِدرَة المُنتَهَى، ثم يسيران حيث شاء الله، ثم ينزلان إلى الأرض، ثم يسيران فيها ثم يخرجان منها، وهذا لا يمنعه العقل، وقد شَهِد به ظاهر الخبر فليُعتَمَد. | “ |

وقال ابن حجر:
| ” | وَأَمَّا قول عِيَاض: إِن الحديث يدل على أن أَصل سِدرَة المُنتَهَى في الأرض لكونه قال: إن النيل والفرات يخرجان من أصلها، وهما بالمشاهدة يخرجان من الأرض فيلزم منه أَن يكون أصل السدرة في الأرض، وهو مُتَعَقِّب، فإن المراد بكونهما يخرجان من أصلها غير خروجهما بالنبع من الأرض. والحَاصِل أن أصلها في الجَنَّة وهما يخرجان أولًا من أصلها ثم يسيران إلى أن يستقرا في الأرض ثم ينبُعان. واستُدِل به على فضِيلَة مَاء النِّيل والفرات لكَوْنِ مَنبَعهما من الجََنة، قَالَ القرطبي: وقيل: وإنما أُطلق على هذه الأنهار أنها من الجنة تشبيهًا لها بأنهار الجنة لما فيها من شدة العذوبة والحُسن والبركة. والأول أولى، والله أعلم. | “ |

وقال الألباني:
| ” | هذا و لعل المراد من كون هذه الأنهار من الجنة أن أصلها منها كما أن أصل الإنسان من الجنة، فلا ينافي الحديث ما هو معلوم مُشاهَد من أن هذه الأنهار تنبع من منابعها المعروفة في الأرض، فإن لم يكن هذا هو المعنى أو ما يشبهه، فالحديث من أمور الغيب التي يجب الإيمان بها، و التسليم للمُخبِر عنها قال تعالى: {فَلَا وَرَبِّكَ لَا يُؤْمِنُونَ حَتَّى يُحَكِّمُوكَ فِيمَا شَجَرَ بَيْنَهُمْ ثُمَّ لَا يَجِدُوا فِي أَنْفُسِهِمْ حَرَجًا مِمَّا قَضَيْتَ وَيُسَلِّمُوا تَسْلِيمًا}. | “ |